# اوتومو نو تابیتو
اوتومو نو تابیتو (انگلیسی: Ōtomo no Tabito؛ ۶۶۵ – ۳۱ اوت ۷۳۱) یک کوگیو (اشراف درباری) فرمانده ارتش و شاعر اهل ژاپن بود که در کنار پدرش در جمع‌آوری مجموعه شعر مان‌یوشو مشارکت داشت. او به عنوان دایناگون در دربار خدمت می‌کرد.
در حدود سال ۷۲۸، اوتومو به همراه همسرش اوتومو نو ایراتسومه به عنوان فرماندار دازایفو به دازایفو، فوکوئوکا منتقل شد، دومین باری که پس از تولد ۶۰ سالگی خود به کیوشو فرستاده شد و این انتصاب می‌توانست یک اقدام استراتژیک توسط چهار برادر  فوجیوارا نو موچیمارو، فوجیوارا نو فوساساکی،  فوجیوارا نو اوماکای و فوجیوارا نو مارو برای برکناری شاهزاده ناگایا، وزیر چپ در آن زمان باشد.